# Гейнсборо (Теннессі)
Гейнсборо (англ. Gainesboro) — місто (англ. town) в США, в окрузі Джексон штату Теннессі. Населення — 920 осіб (2020).

## Географія
Гейнсборо розташоване за координатами 36°21′48″ пн. ш. 85°38′55″ зх. д. / 36.36333° пн. ш. 85.64861° зх. д. (36.363282, -85.648589).  За даними Бюро перепису населення США в 2010 році місто мало площу 4,60 км², з яких 4,01 км² — суходіл та 0,59 км² — водойми.

## Демографія
Згідно з переписом 2010 року, у місті мешкали 962 особи в 383 домогосподарствах у складі 202 родин. Густота населення становила 209 осіб/км².  Було 448 помешкань (97/км²).
Расовий склад населення:
| - 99,0 % — білих - 0,4 % — чорних або афроамериканців - 0,1 % — корінних американців - 0,1 % — азіатів |

До двох чи більше рас належало 0,3 %. Частка іспаномовних становила 0,5 % від усіх жителів.
За віковим діапазоном населення розподілялося таким чином: 16,4 % — особи молодші 18 років, 57,7 % — особи у віці 18—64 років, 25,9 % — особи у віці 65 років та старші. Медіана віку мешканця становила 47,1 року. На 100 осіб жіночої статі у місті припадало 82,9 чоловіків;  на 100 жінок у віці від 18 років та старших — 80,3 чоловіків також старших 18 років.
Середній дохід на одне домашнє господарство  становив 35 352 долари США (медіана — 21 711), а середній дохід на одну сім'ю — 37 155 доларів (медіана — 28 036). За межею бідності перебувало 41,1 % осіб, у тому числі 62,8 % дітей у віці до 18 років та 13,1 % осіб у віці 65 років та старших.
Цивільне працевлаштоване населення становило 190 осіб. Основні галузі зайнятості: освіта, охорона здоров'я та соціальна допомога — 18,9 %, роздрібна торгівля — 15,8 %, публічна адміністрація — 13,2 %.